# فلدر
فلدر (به هلندی: Vledder) یک منطقهٔ مسکونی در هلند است که در وسترفلد واقع شده‌است. فلدر ۱٬۹۶۰ نفر جمعیت دارد.